# Élections municipales de 2014 à Toulouse
Les élections municipales eurent lieu les 23 et 30 mars 2014 à Toulouse.

## Mode de scrutin
Le mode de scrutin à Toulouse est celui des villes de plus de 1 000 habitants : la liste arrivée en tête obtient la moitié des 69 sièges du conseil municipal. Le reste est réparti à la proportionnelle entre toutes les listes ayant obtenu au moins 5 % des suffrages exprimés. Un deuxième tour est organisé si aucune liste n'atteint la majorité absolue et au moins 25 % des inscrits au premier tour. Seules les listes ayant obtenu aux moins 10 % des suffrages exprimés peuvent s'y présenter. Les listes ayant obtenu au moins 5 % des suffrages exprimés peuvent fusionner avec une liste présente au second tour.

## Plus grand secteur électoral français pour les élections municipales
Toulouse est la quatrième commune la plus peuplée de France derrière Paris, Marseille et Lyon. Toutefois, dans ces trois villes, les élections ne se font pas au niveau de la ville mais de secteurs électoraux (conformément à la loi dite PML), ces secteurs correspondant chacun à un arrondissement à Paris et Lyon et à deux arrondissements à Marseille. Or, le plus grand de ces secteurs électoraux correspond au 15e arrondissement de Paris comptant dans la population municipale légale en vigueur au moment de l’élection 238 395 habitants, chiffre inférieur aux 447 340 habitants de Toulouse. La commune de Toulouse est donc, pour les élections municipales françaises, le secteur électoral le plus peuplé de France.

## Contexte

### Contexte électoral

#### Conseil municipal sortant
| Fonction                        | Nom                      | Parti | Parti |
| ------------------------------- | ------------------------ | ----- | ----- |
| Maire                           | Pierre Cohen             |       | PS    |
| 1re adjointe                    | Gisèle Verniol           |       | PS    |
| 2e adjoint                      | Daniel Benyahia          |       | DVG   |
| 3e adjointe                     | Élisabeth Belaubre       |       | Cap21 |
| 4e adjoint                      | Bernard Marquié          |       | PCF   |
| 5e adjointe                     | Cécile Ramos             |       | PRG   |
| 6e adjoint                      | Jean-Michel Fabre        |       | PS    |
| 7e adjointe                     | Claude Touchefeu         |       | PS    |
| 8e adjoint                      | Jean-Charles Valadier    |       | EELV  |
| 9e adjointe                     | Martine Croquette        |       | PCF   |
| 10e adjoint                     | Joël Carreiras           |       | PS    |
| 11e adjointe                    | Vincentella de Comarmond |       | PS    |
| 12e adjoint                     | Alexandre Marciel        |       | PRG   |
| 13e adjointe                    | Régine Lange             |       | PS    |
| 14e adjoint                     | Jean-Pierre Havrin       |       | DVG   |
| 15e adjointe                    | Anne Crayssac            |       | PS    |
| 16e adjoint                     | François Briançon        |       | PS    |
| 17e adjointe                    | Nicole Dedebat           |       | DVG   |
| 18e adjoint                     | Thierry Cotelle          |       | MRC   |
| 19e adjointe                    | Sonia Ruiz               |       | EELV  |
| 20e adjoint                     | Jean-Paul Makengo        |       | PS    |
| 21e adjointe                    | Catherine Guien          |       | PS    |
| 22e adjoint                     | Régis Godec              |       | EELV  |
| 23e adjointe                    | Monique Durrieu          |       | PCF   |
| 24e adjoint                     | Jean-Marc Barès          |       | PCF   |
| 25e adjointe                    | Isabelle Hardy           |       | DVG   |
| 26e adjoint                     | Nicolas Tissot           |       | PS    |
| Conseillère municipale déléguée | Madeleine Dupuis         |       | PS    |
| Conseillère municipale déléguée | Olga Gonzalez-Tricheux   |       | MRC   |
| Conseiller municipal délégué    | Étienne Morin            |       | PS    |
| Conseillère municipale déléguée | Dominique Py             |       | PS    |
| Conseillère municipale déléguée | Danielle Charles         |       | EELV  |
| Conseillère municipale déléguée | Maryse Jardin-Ladam      |       | PRG   |
| Conseillère municipale déléguée | Mama Hammou-Mohammed     |       | PS    |
| Conseillère municipale déléguée | Zohra Zina-Raggoua       |       | PS    |
| Conseiller municipal délégué    | Henri Matéos             |       | PS    |
| Conseiller municipal délégué    | Jean-Paul Pla            |       | PCF   |
| Conseillère municipale déléguée | Saliha Mimar             |       | PS    |
| Conseiller municipal délégué    | Kader Arif               |       | PS    |
| Conseillère municipale déléguée | Christine Courade        |       | PS    |
| Conseillère municipale déléguée | Michèle Bleuse           |       | EELV  |
| Conseiller municipal délégué    | Bruno Amiel              |       | PRG   |
| Conseiller municipal délégué    | Jean-Christophe Sellin   |       | PS    |
| Conseiller municipal délégué    | Pierre Lacaze            |       | PCF   |
| Conseiller municipal délégué    | Philippe Goirand         |       | DVG   |
| Conseiller municipal délégué    | Stéphane Carassou        |       | PS    |
| Conseillère municipale déléguée | Erwane Monthubert        |       | PS    |
| Conseillère municipale déléguée | Chloé Rigail             |       | PCF   |
| Conseiller municipal délégué    | Antoine Maurice          |       | EELV  |
| Conseiller municipal délégué    | Romain Cujives           |       | PS    |
| Conseiller municipal délégué    | Michel Pech              |       | PS    |
| Conseillère municipale déléguée | Martine Martinel         |       | PS    |
| Conseiller municipal            | Jean-Luc Moudenc         |       | UMP   |
| Conseillère municipale          | Marie-Françoise Mendez   |       | DVD   |
| Conseiller municipal            | Jean-Luc Forget          |       | MoDem |
| Conseillère municipale          | Florence Baudis          |       | DVD   |
| Conseiller municipal            | Christian Raynal         |       | UMP   |
| Conseillère municipale          | Yvette Benayoun-Nakache  |       | DVD   |
| Conseiller municipal            | René Bouscatel           |       | DVD   |
| Conseiller municipal            | Serge Didier             |       | UDI   |
| Conseillère municipale          | Malika Aradj             |       | MoDem |
| Conseiller municipal            | François Chollet         |       | UMP   |
| Conseillère municipale          | Danièle Damin            |       | UMP   |
| Conseillère municipale          | Marie Dequé              |       | UMP   |
| Conseiller municipal            | Roger Atsarias           |       | UMP   |
| Conseillère municipale          | Chantal Dounot-Sobraques |       | UMP   |
| Conseiller municipal            | Jean-Luc Lagleize        |       | MoDem |
| Conseillère municipale          | Élisabeth Toutut-Picard  |       | DVD   |
| Conseiller municipal            | Djillali Lahiani         |       | DVD   |

## Sondages

### Premier tour
|      |                       |     |      |    |   |    |   |   |     |
| Ifop | 28 au 30 octobre 2013 | 704 | 35   | 35 | 7 | 10 | 5 | 3 | 5   |
|      | 7 au 9 janvier 2014   | 612 | 37   | 35 | 9 | 8  | 5 | 3 | 3   |
|      | 21 au 22 février 2014 | 602 | 37   | 36 | 7 | 6  | 4 | 4 | 6   |
|      | 13 au 15 mars 2014    | 705 | 35   | 36 | 9 | 7  | 6 | 2 | 5   |
|      | 17 au 18 mars 2014    | 602 | 37,5 | 36 | 8 | 8  | 4 | 2 | 4,5 |

### Second tour

#### Duel
|      |                       |     |    |    |
| Ifop | 28 au 30 octobre 2013 | 704 | 54 | 46 |
|      | 7 au 9 janvier 2014   | 612 | 56 | 44 |
|      | 21 au 22 février 2014 | 602 | 51 | 49 |
|      | 13 au 15 mars 2014    | 705 | 53 | 47 |
|      | 17 au 18 mars 2014    | 602 | 52 | 48 |

#### Triangulaire
|      |                       |     |    |    |   |
| Ifop | 28 au 30 octobre 2013 | 704 | 51 | 40 | 9 |
|      | 7 au 9 janvier 2014   | 612 | 53 | 40 | 7 |

## Résultats
- Maire sortant : Pierre Cohen (PS)
- 69 sièges à pourvoir (population légale 2011 : 447 340 habitants)

| Tête de liste                                                               | Tête de liste          | Liste             | Premier tour | Premier tour | Second tour | Second tour | Sièges | Sièges |  |
| Tête de liste                                                               | Tête de liste          | Liste             | Voix         | %            | Voix        | %           | CM     | TM     |  |
| --------------------------------------------------------------------------- | ---------------------- | ----------------- | ------------ | ------------ | ----------- | ----------- | ------ | ------ |  |
|                                                                             | Jean-Luc Moudenc       | UMP-UDI-MoDem     | 49 554       | 38,20        | 73 708      | 52,06       | 53     | 51     |  |
| Jean-Luc Moudenc un nouvel élan pour Toulouse                               |                        |                   | 49 554       | 38,20        | 73 708      | 52,06       | 53     | 51     |  |
|                                                                             | Pierre Cohen *         | PS-PCF-PRG-MRC    | 41 851       | 32,26        | 67 869      | 47,94       | 16     | 16     |  |
| Avec vous, Toulouse avance !                                                |                        |                   | 41 851       | 32,26        | 67 869      | 47,94       | 16     | 16     |  |
|                                                                             | Serge Laroze           | FN                | 10 574       | 8,15         |             |             | 0      | 0      |  |
| Toulouse bleu Marine                                                        |                        |                   | 10 574       | 8,15         |             |             | 0      | 0      |  |
|                                                                             | Antoine Maurice        | EELV-Parti pirate | 9 064        | 6,99         | 0           | 0           |        |        |  |
| Toulouse vert demain Europe Écologie Les Verts - Parti pirate Midi-Pyrénées |                        |                   | 9 064        | 6,99         | 0           | 0           |        |        |  |
|                                                                             | Jean-Christophe Sellin | FG                | 6 616        | 5,10         | 0           | 0           |        |        |  |
| À Toulouse, place au peuple - Front de gauche                               |                        |                   | 6 616        | 5,10         | 0           | 0           |        |        |  |
|                                                                             | Christine de Veyrac    | UDI diss.         | 3 183        | 2,45         | 0           | 0           |        |        |  |
| L'alternative responsable                                                   |                        |                   | 3 183        | 2,45         | 0           | 0           |        |        |  |
|                                                                             | Élisabeth Belaubre     | Cap21             | 3 141        | 2,42         | 0           | 0           |        |        |  |
| Le rassemblement citoyen                                                    |                        |                   | 3 141        | 2,42         | 0           | 0           |        |        |  |
|                                                                             | Jean-Pierre Plancade   | DVG               | 2 753        | 2,12         | 0           | 0           |        |        |  |
| Aimer Toulouse                                                              |                        |                   | 2 753        | 2,12         | 0           | 0           |        |        |  |
|                                                                             | Ahmed Chouki           | EXG               | 2 170        | 1,67         | 0           | 0           |        |        |  |
| Toulouse en marche !                                                        |                        |                   | 2 170        | 1,67         | 0           | 0           |        |        |  |
|                                                                             | Sandra Torremocha      | LO                | 818          | 0,63         | 0           | 0           |        |        |  |
| Lutte ouvrière faire entendre le camp des travailleurs                      |                        |                   | 818          | 0,63         | 0           | 0           |        |        |  |
|                                                                             |                        |                   |              |              |             |             |        |        |  |
| Inscrits                                                                    | Inscrits               | Inscrits          | 254 538      | 100,00       | 254 547     | 100,00      |        |        |  |
| Abstentions                                                                 | Abstentions            | Abstentions       | 121 629      | 47,78        | 107 764     | 42,34       |        |        |  |
| Votants                                                                     | Votants                | Votants           | 132 909      | 52,22        | 146 783     | 57,66       |        |        |  |
| Blancs et nuls                                                              | Blancs et nuls         | Blancs et nuls    | 3 185        | 2,40         | 5 206       | 3,55        |        |        |  |
| Exprimés                                                                    | Exprimés               | Exprimés          | 129 724      | 97,60        | 141 577     | 96,45       |        |        |  |
| * Liste du maire sortant                                                    |                        |                   |              |              |             |             |        |        |  |